# Козеняшев, Дмитрий Яковлевич
Дмитрий Яковлевич Козеняшев (10 ноября 1929, село Хлыстовка, Мордовский округ — апрель 2002, город Киев, Украина) — советский деятель, председатель Сумского облисполкома. Депутат Верховного Совета УССР 9-10-го созывов. Член Ревизионной Комиссии КПУ в 1981—1986 г.

## Биография
Образование высшее. В 1955 году окончил Московскую сельскохозяйственную академию имени Тимирязева. Член КПСС с 1955 года.
В 1955—1958 г. — агроном, управляющий отделением Пархомовского элитно-семенного совхоза Харьковской области.
В 1958—1964 г. — главный агроном, директор Ивановской опытно-селекционной станции Ахтырского района Сумской области.
В 1964—1969 г. — заведующий отделом Сумского областного комитета КПУ.
В 1969—1973 г. — 1-й заместитель председателя исполнительного комитета Сумского областного Совета депутатов трудящихся.
В декабре 1973—1982 г. — председатель исполнительного комитета Сумского областного Совета депутатов трудящихся.
С 1982 г. — заместитель Председателя Государственного планового комитета Украинской ССР.
Потом — на пенсии в Киеве.

## Награды
- ордена
- медали